# Aeroportul Westray
Aeroportul Westray (IATA: WRY, ICAO: EGEW) este un aeroport din Orkney, Scoția, Regatul Unit.
Situat la o altitudine de 9 m, aeroportul dispune de 3 piste. Este operat de Orkney Islands Council⁠(d).

## Infrastructură

### Piste
Aeroportul dispune de 3 piste: 
- pista 01/19 din Iarbă, cu dimensiunile 234 m × 30 m
- pista 09/27 din construction aggregate[*], cu dimensiunile 527 m × 18 m
- pista 13/31 din Iarbă, cu dimensiunile 457 m × 30 m